# 千葉県女子サッカーリーグ
千葉県女子サッカーリーグ（ちばけんじょしサッカーリーグ）は、日本の千葉県に所在する女子（第5種）登録チームが参加する女子サッカーリーグである。日本全国の都道府県にある都道府県リーグのひとつであり、日本の女子サッカーリーグ編成において4部に相当する。

## 概要
リーグは1部と2部に分かれており、1部は7チーム、2部は7チームの合計14チームで構成される。（年度により多少増減がある）千葉県内で新たに女子サッカーリーグに参加する場合、県2部リーグから参加する。2020シーズンについては、1部（前後半制80分）・2部（前後半制70分）ともリーグ形式で8月から12月にかけて対戦を行う。過去の対戦方式としては、前期（4～6月）、後期（10～12月）に分かれ、前後期の成績を合計して順位を決定する。試合時間は1部リーグが70分、2部リーグは60分と異なる。1部は2回戦総当り制で合計14試合を戦う。2部は2011年までは1部と同じく2回戦総当り制で実施されていたが、2012年よりチーム数が10に増加したことに伴い、1回戦総当り制に変更された。
1部最下位のチームは2部優勝チームと入れ替えで自動降格となる。1部6位のチームは2部2位のチームと入替え戦を行い、勝者が翌年の1部リーグに参加する。入替え戦では延長戦やPK戦はなく、引き分けに終わった場合1部に所属していたクラブが残留する。
1部リーグ優勝チームは関東女子サッカーリーグ入替え戦への参加権を得る。入替え戦では関東の1都7県の都県リーグ優勝チームが参加する関東トーナメント戦で上位2位に入った後、関東女子サッカーリーグ下位2チームとの入替え戦に勝利すると関東女子サッカーリーグへの参加権を得ることが出来る。

## 参加クラブ（2020シーズン）

### 1部リーグ（7チーム）
※成績は、2021年2月14日時点。

| 順位 | チーム名                                   | 試合数 | 勝点 | 勝 | 分 | 敗 | 得点 | 失点 | 得失差 |
| 優勝 | VONDS市原FCレディース                      | 5      | 13   | 4  | 1  | 0  | 22   | 3    | +19    |
| 2位  | FC.VIDAレディース                          | 5      | 9    | 3  | 0  | 2  | 13   | 7    | +6     |
| 3位  | 帝京平成大学女子サッカー部                 | 5      | 9    | 3  | 0  | 2  | 11   | 12   | -1     |
| 4位  | オルカ鴨川BU                               | 5      | 7    | 2  | 1  | 2  | 9    | 6    | +3     |
| 5位  | 帝京平成大学女子サッカー部Atehi            | 5      | 3    | 1  | 0  | 4  | 8    | 18   | -10    |
| 6位  | ジェフユナイテッド市原・千葉レディースU-15 | 5      | 3    | 1  | 0  | 4  | 6    | 23   | -17    |
|      | 順天堂大学女子蹴球部                       |        |      |    |    |    |      |      |        |

### 2部リーグ（7チーム）
※成績は、2021年2月14日時点。

| 順位 | チーム名                     | 試合数 | 勝点 | 勝 | 分 | 敗 | 得点 | 失点 | 得失差 |
| 優勝 | 国際武道大学学友会サッカー部 | 6      | 15   | 5  | 0  | 1  | 17   | 5    | +12    |
| 2位  | FC.VIDAユース                | 6      | 13   | 4  | 1  | 1  | 9    | 2    | +7     |
| 3位  | 習志野BSC VIVACE             | 6      | 8    | 2  | 2  | 2  | 8    | 7    | +1     |
| 4位  | 八千代ボニットFC             | 6      | 7    | 2  | 1  | 3  | 7    | 9    | -2     |
| 5位  | MADEIRA/BRANCO.sv            | 6      | 6    | 2  | 0  | 4  | 9    | 13   | -4     |
| 6位  | DESPEGAR NARITA FC           | 6      | 6    | 2  | 0  | 4  | 7    | 16   | -9     |
| 7位  | FC.VIDA Feliz                | 6      | 5    | 1  | 2  | 3  | 2    | 7    | -5     |

## 参加クラブ（2013シーズン）

### 1部
| クラブ名                                   | ホームタウン   | 設立年 | 備考       |
| ------------------------------------------ | -------------- | ------ | ---------- |
| ジェフユナイテッド市原・千葉レディースU-18 | 市原市・千葉市 | 1992   | 公式サイト |
| 順天堂大学女子蹴球部インプレシオーネ       | 印西市         | 2009   | 公式サイト |
| FC VIDAレディース                          | 市川市         | 2000   | 公式サイト |
| エスポーザ船橋レディースFC                 | 船橋市         | 1997   | 公式サイト |
| ジェフユナイテッド市原・千葉レディースU-16 | 市原市・千葉市 | 1992   | 公式サイト |
| 東京情報大学女子サッカー部clavellina       | 千葉市         | 2008   | 公式サイト |
| FC VIDAフェリース                          | 市川市         | 2000   | 公式サイト |

### 2部
| クラブ名                                   | ホームタウン   | 設立年 | 備考                     |
| ------------------------------------------ | -------------- | ------ | ------------------------ |
| FC VIDAユース                              | 市川市         | 2000   | 公式サイト               |
| 八千代ボニット                             | 八千代市       |        | JFAによる紹介            |
| FOOT CRUSADERS                             | 市川市         |        | 公式サイト               |
| 千葉北ガッチーニャ                         | 千葉市         |        | JFAによる紹介            |
| 蘇我サッカークラブレディース               | 千葉市         | 1987   | 公式サイト               |
| 順天堂大学女子蹴球部リコールソ             | 印西市         | 2009   | 公式サイト               |
| 千葉大学女子サッカー部                     | 千葉市         | 2003   | 公式サイト               |
| 習志野ベイサイドスポーツクラブVIVACE       | 習志野市       | 2001   | 公式サイト               |
| 東葛BERYLLOS                               | 松戸市         | 2004   | 公式サイト               |
| 帝京平成大学女子サッカー部                 | 市原市         | 2013   | 大学公式サイトによる紹介 |
| ジェフユナイテッド市原・千葉レディースU-15 | 市原市・千葉市 | 1992   | 公式サイト               |

## 過去の1部優勝クラブ
- 2004年 東京経営短期大学FC[5]
- 2005年・2006年 FC VIDAレディース[6][7]
- 2007年 ジェフユナイテッド市原・千葉レディース[8]
- 2008年・2009年・2010年 FC VIDAレディース[9][10][11]
- 2011年・2012年 ジェフユナイテッド市原・千葉レディースU-18[12][13]
- 2020年 VONDS市原FCレディース[14]